# Edith Barrett
Edith Barrett, nata Edith Barrett Williams (Boston, 19 gennaio 1907 – Albuquerque, 22 febbraio 1977), è stata un'attrice statunitense.

## Vita privata
Nipote dell'attore teatrale del XIX secolo Lawrence Barrett, nel 1938 l'attrice sposò Vincent Price, dal quale divorziò nel 1948. La coppia ebbe un figlio, il poeta Vincent Barrett Price, nato nel 1940.

## Filmografia parziale

### Cinema
- Tenebre (Ladies in Retirement), regia di Charles Vidor (1941)
- Signora per una notte (Lady for a Night), regia di Leigh Jason (1942)
- Ho camminato con uno zombi (I Walked with a Zombie), regia di Jacques Tourneur (1943)
- The Ghost Ship, regia di Mark Robson (1943)
- Bernadette (The Song of Bernadette), regia di Henry King (1943)
- La porta proibita (Jane Eyre), regia di Robert Stevenson (1943)
- Estranei nella notte (Strangers in the Night), regia di Anthony Mann (1944)
- Le chiavi del paradiso (The Keys of the Kingdom), regia di John M. Stahl (1944)
- Il dominatore di Wall Street (Ruthless), regia di Edgar G. Ulmer (1948)
- La roulette (The Lady Gambles), regia di Michael Gordon (1949)
- Il cigno (The Swan), regia di Charles Vidor (1956)

### Televisione
- Telephone Time – serie TV, episodio 3x23 (1958)
- Westinghouse Desilu Playhouse – serie TV, episodio 1x11 (1959)